# Cricket op de Olympische Zomerspelen 1900
Cricket is een van de olympische sporten die beoefend werden tijdens de Olympische Zomerspelen 1900 in Parijs.
Na het forfait van de Belgische en Nederlandse teams namen slechts twee teams deel aan het toernooi, een Brits en een Frans. Het cricketteam dat Groot-Brittannië vertegenwoordigde was de club Devon and Somerset Wanderers. Frankrijk werd vertegenwoordigd door een bondsteam van de Union des Sociétés Françaises de Sports Athlétiques (specifieker een selectie van spelers van The Albion Cricket Club en Standard Athletic Club). Dit team bestond uit drie Fransen en negen Britten die in Parijs woonachtig waren.
Er werd een tweedaagse wedstrijd in het Vélodrome de Vincennes gehouden, met 12 spelers per team. Het Britse team won overtuigend met 158 runs.

## Eindrangschikking

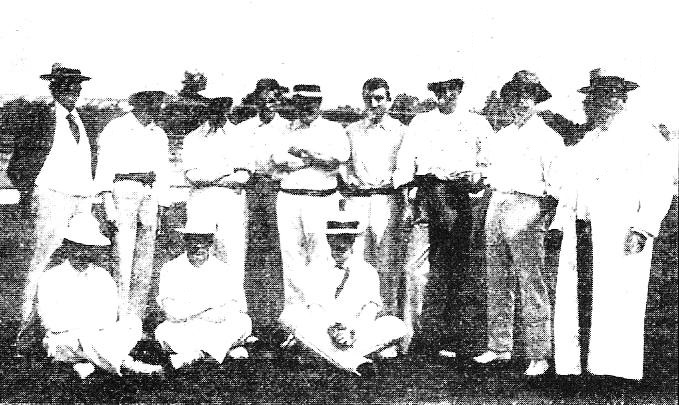
De Franse equipe van de USFSA in 1900.

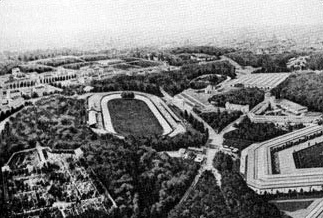
Het Vélodrome de Vincennes ten tijde van de Zomerspelen van 1900.

| rang   | land | sporters |
| ------ | ---- | --- |
| Goud   | GBR  | Devon and Somerset Wanderers Charles Beachcroft Arthur Birkett Alfred Bowerman George Buckley Francis Burchell Frederick Christian Harry Corner Frederick Cuming William Donne Alfred Powlesland John Symes Montagu Toller |
| Zilver | FRA  | USFSA-bondsteam Philip Tomalin W.T. Attrill F. Rogues W. Anderson J. Braid W. Browning R. Horne T.H. Jordan Arthur McEvoy D. Robinson A.J. Schneidau Henry Terry                                                           |

## Uitslagen
| Data        | Winnaar                      | Uitslag       | Verliezer       | Info      |
| ----------- | ---------------------------- | ------------- | --------------- | --------- |
| 19/08 20/08 | Devon and Somerset Wanderers | 117-28 145-26 | USFSA-bondsteam | Scorebord |

Parijs 1900 · Los Angeles 2028 
Olympische medaillewinnaars
Atletiek · Boogschieten · Cricket · Croquet · Golf · Paardensport · Pelota · Polo · Roeien · Rugby · Schermen · Schietsport · Tennis · Touwtrekken · Turnen · Voetbal · Waterpolo · Wielersport · Zeilen · Zwemmen